# Salts als Jocs Olímpics d'estiu de 2004

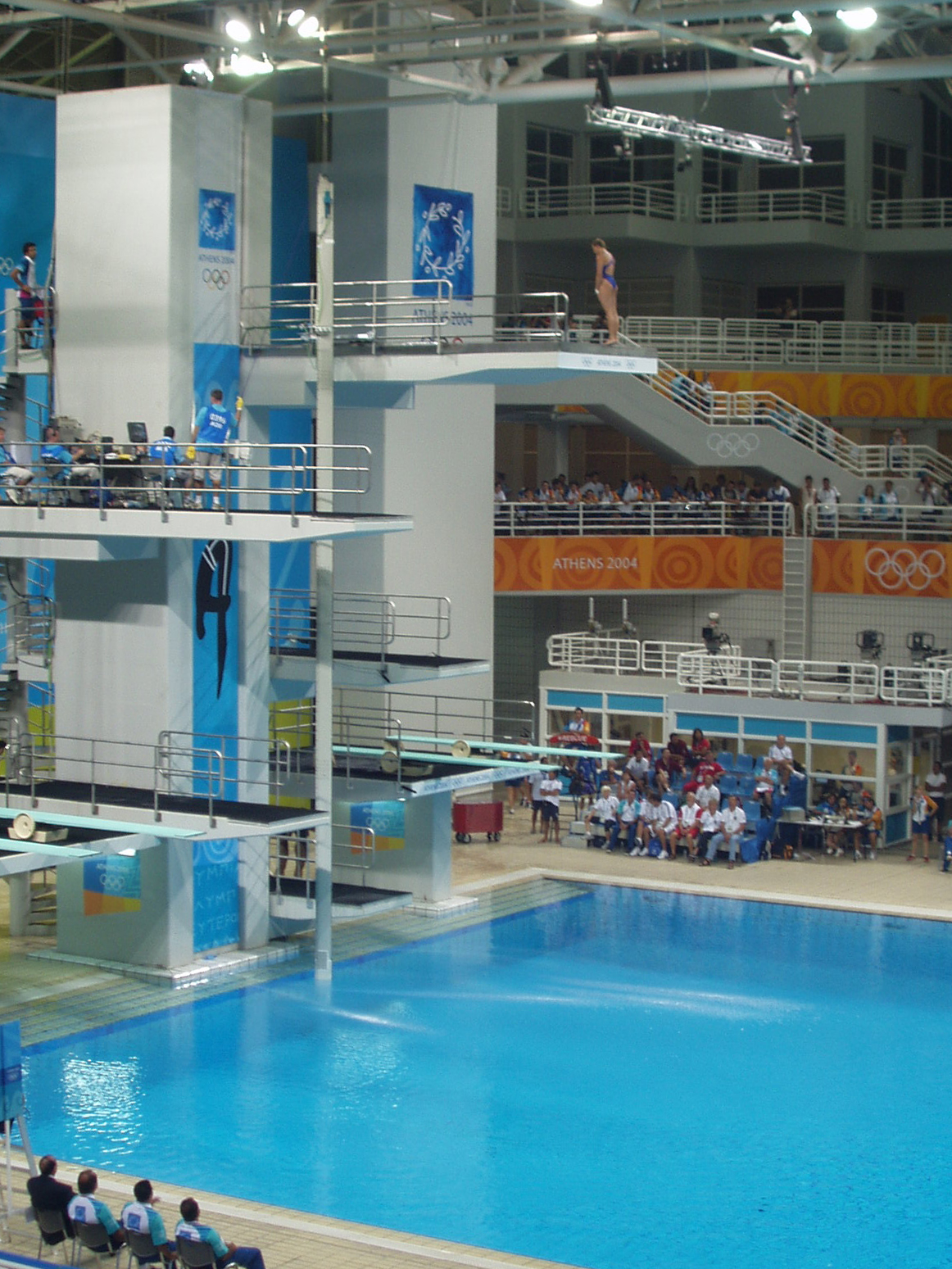
Imatge de la competició de Salts durant els Jocs.

Als Jocs Olímpics d'Estiu de 2004 celebrats a la ciutat d'Atenes (Grècia) es disputaren 8 proves de salts, quatre en categoria masculina i quatre més en categoria femenina. La competició es desenvolupà entre els dies 14 i 16 d'agost per les proves sincronitzades i el 20 i 28 d'agost de 2004 al Centre Aquàtic Olímpic del Complex Olímpic d'Esports d'Atenes.

## Comitès participants
Hi participaren un total de 129 saltadors, 64 homes i 65 dones, de 30 comitès nacionals diferents.
| - Alemanya (10) - Austràlia (7) - Àustria (2) - Belarús (3) - Bermudes (1) - Brasil (3) - Canadà (6) - Colòmbia (1) - Corea del Nord (3) - Cuba (6) - Espanya (4) - Estats Units (10) - Finlàndia (2) - França (1) - Grècia (8) | - Hongria (3) - Itàlia (6) - Japó (2) - Malàisia (3) - Mèxic (5) - Puerto Rico (1) - Regne Unit (7) - Romania (1) - Rússia (9) - Sud-àfrica (1) - Suècia (1) - Suïssa (1) - Ucraïna (8) - Veneçuela (1) - R.P. de la Xina (10) |

## Resum de medalles

### Categoria masculina
| Prova                                     | Or                                       | Argent                                     | Bronze                                   |
| Trampolí de 3 m. Detalls                  | Peng Bo                                  | Alexandre Despatie                         | Dmitri Saütin                            |
| Plataforma de 10 m. Detalls               | Hu Jia                                   | Mathew Helm                                | Tian Liang                               |
| Trampolí de 3 m. sincronitzat Detalls     | GrèciaThomas Bimis · Nikolaos Siranidis  | AlemanyaTobias Schellenberg · Andreas Wels | AustràliaSteven Barnett · Robert Newbery |
| Plataforma de 10 m. sincronitzada Detalls | R.P. de la XinaTian Liang · Yang Jinghui | Regne UnitPeter Waterfield · Leon Taylor   | AustràliaMathew Helm · Robert Newbery    |

### Categoria femenina
| Prova                                     | Or                                      | Argent                                     | Bronze                                    |
| Trampolí de 3 m. Detalls                  | Guo Jingjing                            | Wu Minxia                                  | Yulia Pakhalina                           |
| Plataforma de 10 m. Detalls               | Chantelle Newbery                       | Lao Lishi                                  | Loudy Tourky                              |
| Trampolí de 3 m. sincronitzat Detalls     | R.P. de la XinaWu Minxia · Guo Jingjing | RússiaVera Ilina · Yulia Pakhalina         | AustràliaIrina Lashko · Chantelle Newbery |
| Plataforma de 10 m. sincronitzada Detalls | R.P. de la XinaLao Lishi · Li Ting      | RússiaNatalia Gonchorova · Yulia Koltunova | CanadàBlythe Hartley · Émilie Heymans     |

## Medaller
| Posició | País            | Or | Argent | Bronze | Total |
| 1       | R.P. de la Xina | 6  | 2      | 1      | 9     |
| 2       | Austràlia       | 1  | 1      | 4      | 6     |
| 3       | Grècia          | 1  | 0      | 0      | 1     |
| 4       | Rússia          | 0  | 2      | 2      | 4     |
| 5       | Canadà          | 0  | 1      | 1      | 2     |
| 6       | Alemanya        | 0  | 1      | 0      | 1     |
| 6       | Regne Unit      | 0  | 1      | 0      | 1     |